# Trebež, Ivančna Gorica
Trebež este o localitate din comuna Ivančna Gorica, Slovenia, cu o populație de 12 locuitori.